# Theodor Kallifatides
Theodor Kallifatides (en grec : Θοδωρής Καλλιφατίδης), né le 12 mars 1938 à Molái, en Grèce, est un écrivain suédois d'origine grecque.

## Biographie
Theodor Kallifatides naît à Molái dans la région de la Laconie en 1938. Il déménage avec ses parents à Athènes en 1956 et immigre vers la Suède en 1964 à la recherche d'un travail. Il s'adapte et maîtrise rapidement le suédois, ce qui lui permet, après avoir exercé quelques petits métiers, de reprendre ses études. Il s'inscrit à l'université de Stockholm en philosophie. Diplômé, il y travaille comme conférencier entre 1969 et 1972. 
Il publie un premier recueil de poésie intitulé Minnet i exil écrit en suédois en 1969. Son premier roman, Utlänningar, est publié en 1970. Entre 1972 et 1976, il travaille comme rédacteur pour le magazine Bonniers, qui est aussi son éditeur d'alors. Depuis, il se consacre à l'écriture de romans, de pièces de théâtre et de scénarios pour le cinéma et à la traduction. 
Il écrit et réalise le film Kärleken en 1980, mettant notamment en scène l’actrice Lena Olin. 
En 2000, il se lance dans le roman policier avec Juste un crime (Ett enkelt brott), une intrigue criminelle mettant en scène la commissaire de police Kristina Vendel. Cette héroïne réapparaît dans plusieurs romans, dont Le Sixième Passager (Den sjätte passageraren) et I hennes blick (non traduit à ce jour).
Il est l'un des deux lauréats suédois du prix Dobloug en 2017.

## Œuvre

### Poésie
- Minnet i exil: dikter (1969)
- Tiden är inte oskyldig: dikter (1971)

### Romans

#### Trilogie policièreKristina Vendel
- Ett enkelt brott (2000) Publié en français sous le titre Juste un crime, traduit par Benjamin Guérif, Paris, Payot & Rivages, coll. « Rivages/Thriller », 2008 ; réédition, Paris, Paris, Payot & Rivages, coll. « Rivages/Noir » no 815, 2011
- Den sjätte passageraren (2002) Publié en français sous le titre Le Sixième Passager, traduit par Catherine Renaud, Paris, Payot & Rivages, coll. « Rivages/Thriller », 2011 ; réédition, Paris, Payot & Rivages, coll. « Rivages/Noir » no 1033, 2016
- I hennes blick (2004) Publié en français sous le titre Dans son regard, traduit par Régis Boyer, Paris, Payot & Rivages, coll. « Rivages/Thriller », 2016

#### Autres romans
- Utlänningar (1970)
- Bönder och herrar (1973) Publié en français sous le titre Les Santons du Péloponnèse, Paris, Denoël, 1977
- Plogen och svärdet (1975) et Den grymma freden (1977) Publié en français sous le titre Les Santons brûlés ; suivi de Les Santons d'Athènes, Paris, Denoël, coll. « Arc-en-ciel », 1986
- Den sena hemkomsten. Skisser från Grekland (1976)
- Kärleken (1978)
- Mitt Aten (1978)
- En fallen ängel (1981)
- Brännvin och rosor (1983)
- Människor, skolböcker, minnen (1986)
- Lustarnas herre (1986)
- En lång dag i Athen (1989) Publié en français sous le titre Un long jour à Athènes, Paris, Denoël, 1990
- Sidospår (1991)
- Vem var Gabriella Orlova? (1992)
- Cypern: en resa till den heliga ön (1992)
- Ett liv bland människor (1994)
- Svenska texter (1994)
- Det sista ljuset (1995)
- Afrodites tårar: om gamla gudar och eviga människor (1996)
- De sju timmarna i paradiset (1998)
- För en kvinnas röst: en kärleksdikt (1999)
- Ett nytt land utanför mitt fönster (2001)
- En kvinna att älska (2003)
- Herakles (2006)
- Mödrar och söner (2007)
- Vänner och älskare (2008)
- Slump: kollektiv roman (2008)
- Det gångna är inte en dröm (2010)
- Brev till min dotter (2012)

## Filmographie

### Comme réalisateur et scénariste
- 1980 : Kärleken

### Comme scénariste
- 1972 : Jag heter Stelios de Johan Bergenstråhle